# Ворошило, Артём Анатольевич

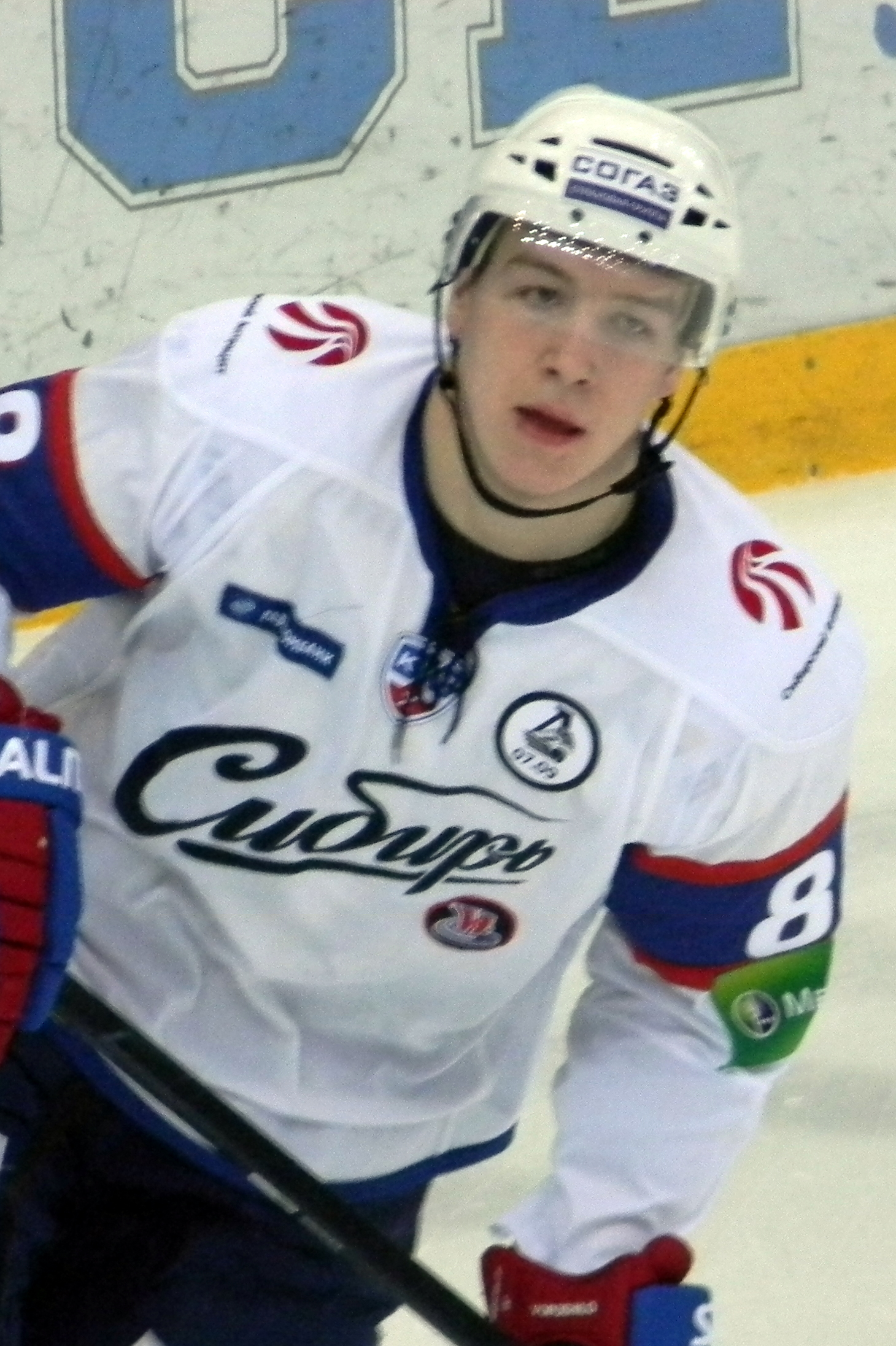
А. А. Ворошило. Фото 2012 года.

Артём Анатольевич Ворошило (род. 13 августа 1988, Суоярви, Карельская АССР) — российский хоккеист, нападающий.

## Биография
Родился 13 августа 1988 года в городе Суоярви Карельской АССР.
В детстве хоккеем занимался в Петрозаводске, у тренера Виктора Фёдоровича Максимова.
Начал свою профессиональную карьеру в 2005 году в составе петербургского клуба Высшей лиги «Спартак». В дебютном сезоне провёл 4 матча, в которых набрал 1 (0+1) очко. Следующий сезон начал также в составе «Спартака», однако в середине сезона был отправлен в клуб Первой лиги «Питер», конец года провёл в фарм-клубе СКА. Сезон 2007/08 также провёл во второй команде СКА, после чего стал игроком ХК ВМФ, где выступал на протяжении последующих двух сезонов, набрав 75 (34+41) очков в 122 матчах. Летом 2010 года Ворошило отправился на просмотр в новокузнецкий «Металлург», однако, не подойдя новокузнечанам, 6 сентября подписал двухлетний контракт с новосибирской «Сибирью». 15 сентября в матче против минского «Динамо» дебютировал в Континентальной хоккейной лиге, а 22 декабрязабросил свою первую шайбу в КХЛ. Всего в сезоне провёл 32 матча, набрав 2 (1+1) очка, в конце года он был отправлен в ВХЛ для участия в играх плей-офф за курганский клуб «Зауралье».
В сезоне 2011/12 принял участие в 49 матчах за клуб, набрав 5 (2+3) очков, также вновь проведя несколько матчей в ВХЛ. После окончания сезона было объявлено о подписании нового соглашения с «Сибирью» сроком на два года.
3 мая 2017 года «Витязь» объявил о подписании контракта с нападающим ЦСКА А. Ворошило.
20 августа 2019 года перешёл в «Хумо» из Ташкента. В настоящее время является игроком клуба ЦСК ВВС.

## Статистика выступлений
Последнее обновление: по итогам сезона 2016/2017
|         |             |             | Регулярный сезон | Регулярный сезон | Регулярный сезон | Регулярный сезон | Регулярный сезон | Регулярный сезон | Плей-офф | Плей-офф | Плей-офф | Плей-офф | Плей-офф | Плей-офф |
| Сезон   | Команда     | Лига        | Игр              | Г                | П                | Очк              | +/-              | Штр              | Игр      | Г        | П        | Очк      | +/-      | Штр      |
| ------- | ----------- | ----------- | ---------------- | ---------------- | ---------------- | ---------------- | ---------------- | ---------------- | -------- | -------- | -------- | -------- | -------- | -------- |
| 2005/06 | Спартак СПб | Высшая лига | 4                | 0                | 1                | 1                | --               | 0                | —        | —        | —        | —        | —        | —        |
| 2006/07 | Спартак СПб | Высшая лига | 11               | 1                | 0                | 1                | -2               | 8                | —        | —        | —        | —        | —        | —        |
| 2006/07 | ХК Питер    | Первая лига | 13               | 1                | 1                | 2                | --               | 22               | —        | —        | —        | —        | —        | —        |
| 2006/07 | СКА-2       | Первая лига | 14               | 0                | 2                | 2                | --               | 6                | —        | —        | —        | —        | —        | —        |
| 2007/08 | СКА-2       | Первая лига | 44               | 14               | 12               | 26               | --               | 34               | —        | —        | —        | —        | —        | —        |
| 2008/09 | ХК ВМФ      | Высшая лига | 65               | 18               | 20               | 38               | -10              | 70               | —        | —        | —        | —        | —        | —        |
| 2009/10 | ХК ВМФ      | Высшая лига | 54               | 16               | 21               | 37               | +1               | 96               | 3        | 0        | 0        | 0        | -2       | 2        |
| 2010/11 | Сибирь      | КХЛ         | 32               | 1                | 1                | 2                | --               | 10               | —        | —        | —        | —        | —        | —        |
| 2010/11 | Зауралье    | ВХЛ         | —                | —                | —                | —                | —                | —                | 4        | 0        | 0        | 0        | -1       | 2        |
| 2011/12 | Зауралье    | ВХЛ         | 3                | 1                | 0                | 1                | -1               | 0                | —        | —        | —        | —        | —        | —        |
| 2011/12 | Сибирь      | КХЛ         | 49               | 2                | 3                | 5                | -11              | 8                | —        | —        | —        | —        | —        | —        |
| 2012/13 | Сибирь      | КХЛ         | 30               | 2                | 4                | 6                | -1               | 16               | 7        | 2        | 0        | 2        | 0        | 4        |
| 2012/13 | Рязань      | ВХЛ         | 12               | 0                | 2                | 2                | -10              | 6                | —        | —        | —        | —        | —        | —        |
| 2013/14 | Сибирь      | КХЛ         | 11               | 0                | 0                | 0                | -5               | 2                | —        | —        | —        | —        | —        | —        |
| 2014/15 | Сибирь      | КХЛ         | 53               | 3                | 9                | 12               | -2               | 22               | 12       | 0        | 1        | 1        | 0        | 2        |
| 2015/16 | Сибирь      | КХЛ         | 46               | 3                | 6                | 9                | 2                | 47               | 8        | 1        | 1        | 2        | 2        | 0        |
| 2016/17 | Сибирь      | КХЛ         | 30               | 2                | 0                | 2                | -9               | 4                | —        | —        | —        | —        | —        | —        |
| 2016/17 | ЦСКА        | КХЛ         | 17               | 0                | 0                | 0                | -4               | 4                | 3        | 0        | 1        | 1        | 1        | 0        |